# Herpele
Herpele és un gènere d'amfibis gimnofions de la família Caeciliidae que conté les següents espècies.

## Taxonomia
- Herpele multiplicata Nieden, 1912.
- Herpele squalostoma Stutchbury, 1836.